# Clément Castets
Clément Castets (Tolosa, 5 maggio 1996) è un rugbista a 15 francese, che gioca come pilone sinistro nello Stade français nel Top 14.
Castets nella sua carriera professionistica vanta la vittoria di due campionati francesi (2018-19 e 2020-21) e di una Champions Cup (2020-21), successi tutti ottenuti con lo Stade toulousain.

## Biografia

### I primi anni e le giovanili
Clément Castets nasce a Tolosa il 5 maggio 1996. Figlio di un commissario di polizia, insieme alla sua famiglia Clément segue per diversi anni il padre nei suoi spostamenti per motivi di lavoro: in Martinica, a Perpignan e quindi a Sainte-Marie-la-Mer, dove Cléments muove i suoi primi passi nel mondo del rugby all'età di 7 anni nei categoria dei mini-poussins della squadra locale, il Canet-Sainte-Marie. Un nuovo trasferimento del padre porta il giovane Castets a Nîmes, dove continua la sua attività rugbistica nel settore giovanile della squadra della città. Negli anni del liceo, Clément comincia il suo percorso nelle accademie federali francesi a Béziers e colleziona le sue prime convocazioni nelle rappresentative giovanili francesi quando ancora deve compiere 16 anni. Successivamente si trasferisce presso la academy del Montpellier e, durante la stagione 2014-2015, entra a far parte del centro federale francese di Marcoussis.
Nel 2015 Castets esordisce nella nazionale Under-20 francese partecipando alla Coppa del mondo di categoria disputata in Italia, arrivando al quarto posto.
La stagione successiva, nel 2016, viene nominato capitano della nazionale Under-20 francese e disputa il Sei Nazioni di categoria e nuovamente la Coppa del mondo. In tutto Castets colleziona 15 presenze con la nazionale Under-20, mettendo a segno 2 mete.

### Carriera professionistica

#### Problemi di salute ed esordio nelTop 14
Non trovando spazio nella prima squadra del Montpellier, Castets decide nel 2016 di tornare a giocare per la squadra della sua città natale, lo Stade toulousain.
Nel luglio 2016, dopo aver firmato il contratto con la squadra di Tolosa, Castets viene inserito nella Liste développement dei 30 giocatori Under-23 seguiti dallo staff tecnico della nazionale maggiore francese per la stagione 2016-2017.
Ma subito all'inizio della stagione a Castets viene diagnosticato un cavernoma che lo obbliga a sospendere la sua attività agonistica. Tuttavia, già nell'ottobre 2016 gli viene consentito di riprendere ad allenarsi, ma debutta soltanto nella stagione successiva, il 26 agosto 2017, nella prima partita del campionato 2017-2018 contro l'US Oyonnax. Successivamente colleziona qualche altra presenza con lo Stade toulousain, ma il 28 gennaio 2018 cade vittima di un'emorragia cerebrale, per cui viene operato il 21 febbraio, allontanandolo nuovamente dal rugby. Castets non torna ad allenarsi fino all'anno successivo, nel 2019.

#### Campione di Francia nel 2019
Castets ottiene il via libera dei medici per tornare a giocare nell'estate 2018, tornando per la prima volta in campo dopo l'emorragia cerebrale nella gara d'esordio della squadra di Tolosa nel campionato francese 2018-2019. I medici lo obbligano comunque ad utilizzare un casco protettivo, che Castets prende l'abitudine di togliere soltanto durante le mischie ordinate, per poi rimetterlo finita quella fase di gioco. Clément si fa subito notare per le sue ottime prestazioni come pilone sinistro e diventa titolare approfittando dell'assenza di Cyril Baille, dividendosi la posizione in squadra con Lucas Pointud. Quindi, il 23 ottobre 2018 firma un prolungamento di contratto con lo Stade toulousain fino alla conclusione della stagione 2020-2021. La sua squadra si classifica in prima posizione alla conclusione della stagione regolare, per poi arrivare a disputare la finale. Baille torna a disposizione della squadra e Castets ritorna in panchina, anche se sostituisce il titolare nella gara di semifinale contro lo Stade rochelais e nella finale contro l'ASM Clermont. Lo Stade tolousain si impone sul Clermont con il punteggio di 24-18 e Castets vince con la sua squadra il titolo di campione di Francia, il suo primo in carriera.
La successiva stagione 2019-2020 Castets trova ulteriore spazio come pilone sinistro titolare data l'assenza prolungata di Baille, impegnato nella Coppa del mondo con la nazionale francese, scalzando il suo collega di reparto Rodrigue Neti. Le sue prestazioni consentono a Castets di essere per la prima volta convocato con la nazionale maggiore francese in occasione della quarta partita del Sei Nazioni 2020 contro la Scozia, tuttavia non scende in campo in questa partita. Prima dell'arresto di tutte le competizioni a causa della pandemia di COVID-19, Castets totalizza 22 presenze, di cui 17 da titolare.

#### Campione di Francia e d'Europa nel 2021

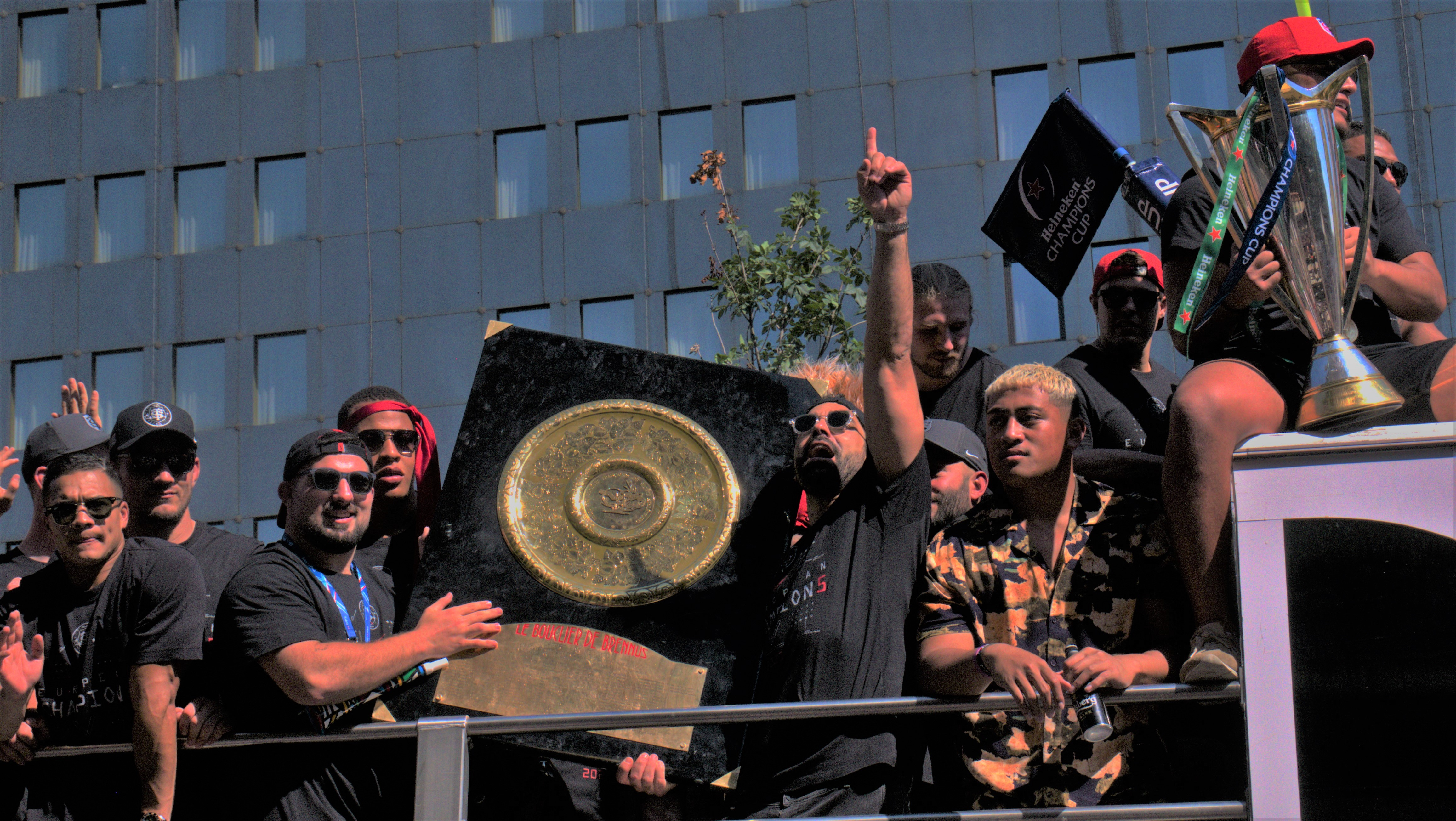
Castets festeggia con i suoi compagni di squadra dello Stade toulousain la vittoria del Top 14 2020-2021.

Nelle due stagioni successive Clément Castets continua ad essere un serio pretendente del posto da titolare in squadra, diventando una concreta alternativa per il titolarissimo nel ruolo di pilone sinistro, il connazionale Baille. Nella stagione 2020-2021 il percorso dello Stade toulousain in Champions Cup è praticamente perfetto, riuscendo ad eliminare il Munster, il Clermont e l'UBB prima di affrontare in finale lo Stade rochelais in finale. Castets nella finale contro i giallo-neri entra in campo al 70º minuto, al posto di Baille e la squadra di Tolosa si impone sui connazionali con il punteggio di 22-17, conquistando in tal modo per la quinta volta nella sua storia il trofeo.
In quella stessa finale contro lo Stade rochelais, dopo essere appena entrato Castets si infortunia gravemente al ginocchio, riportando la rottura completa del legamento crociato anteriore. Fino a quel momento nel Top 14 aveva collezionato 13 presenze e l'infortunio lo tiene lontano dal campo per ben sei mesi. Non può dunque prendere parte né alla semifinale del campionato francese contro l'Union Bordeaux Bègles e neanche alla finale contro lo Stade rochelais (di nuovo affrontato dopo la finale in Champions Cup). Si può comunque fregiare per la seconda volta del titolo di campione di Francia.

### L'arrivo allo Stade français nel 2021
Dopo il suo double vinto con lo Stade toulousain, Clément Castets passa allo Stade français, che ha bisogno di un nuovo pilone sinistro dopo la partenza di Quentin Béthune. L'occasione è ghiotta per Castets, che finalmente trova una squadra in cui può giocare da titolare inamovibile, dopo gli anni alle spalle di Cyril Baille a Tolosa. Tuttavia deve attendere il gennaio 2022 per esordire con la squadra parigina, dovendo recuperare completamente dall'infortunio al ginocchio procuratosi nella finale di Champions Cup del 2021. Il suo esordio con lo Stade français è del 23 gennaio 2022, quando nella partita valevole per la quarta giornata del girone di Champions Cup affronta gli irlandesi del Connacht. Castets viene schierato titolare come pilone sinistro e gioca per 50 minuti. Nella sua prima stagione con lo Stade français, Castets totalizza 11 presenze.
Dopo una ottima seconda parte di stagione 2021-2022, Castets diventa titolare inamovibile della squadra parigina, preferito ai suoi compagni di reparto Moses-Alo Emile e Vasil Kakovin. Nella stagione in cui si consacra definitivamente come pilone titolare, Castets segna anche la sua prima meta con la squadra parigina nella partita valevole per l'ottava giornata del Top 14 contro il Brive. Le sue ottime prestazioni convincono il commissario tecnico della nazionale francese, Fabien Galthié, a convocarlo in occasione della tournée autunnale per sostituire l'indisponibile Jean-Baptiste Gros.; tuttavia, Castets non viene mai utilizzato da Galthié, che però lo riconvoca in nazionale per il Sei Nazioni 2023.. Anche in questo caso, nonostante sia stato convocato non scende mai in campo, bloccato nelle gerarchie della nazionale da Reda Wardi e Cyril Baille.

## Vita privata
Clément Castets è cugino di Benoît Piffero, anch'egli giocatore professionista di rugby a 15, tallonatore con alcune presenze nella nazionale canadese.

## Palmarès
- Campionati francesi: 2
Stade toulousain: 2018-19, 2020-21
- Challenge Cup: 1
Stade toulousain: 2020-21